# Odomez
Odomez är en kommun i departementet Nord i regionen Hauts-de-France i norra Frankrike. Kommunen ligger i kantonen Condé-sur-l'Escaut som tillhör arrondissementet Valenciennes. År 2022 hade Odomez 936 invånare.

## Befolkningsutveckling
Antalet invånare i kommunen Odomez
| Referens: INSEE |